# Malak (film)
Pour les articles homonymes, voir Malak.
Pour plus de détails, voir Fiche technique et Distribution.
Malak est un film marocain réalisé par Abdeslam Kelai et sorti en 2012.

## Fiche technique
- Titre : Malak
- Réalisation : Abdeslam Kelai
- Photographie : Ivan Oms Blanco
- Son : Patrice Mendez
- Montage : Roman Sotola
- Musique : Bernhard Elsner
- Société de production : Mouton rouge
- Pays :  Maroc
- Durée : 97 minutes
- Date de sortie : Maroc - 3 décembre 2012

## Distribution
- Chaimae Ben Acha : Malak
- Mohamed Choubi : le père
- Saadia Ladib : la mère
- Omar Lotfi : le frère
- Mohamed Majd
- Fadwa Taleb

## Récompenses
- Festival national du film 2013 (Tanger)[1]
  - Prix spécial du jury
  - Prix du scénario pour Abdeslam Kelai et Mohamed El Mouncif El Kadiri
  - Prix du premier rôle féminin pour Chaimae Ben Acha